# Marek Mazur (fotograf)
Marek Mazur (ur. 16 stycznia 1951, zm. 27 maja 2015 w Gdańsku) – polski fotograf, konstruktor miniaparatów fotograficznych i obiektywów.

## Życiorys
Pochodził ze Staszowa w obecnym województwie świętokrzyskim, z którego w 1970 przyjechał do Gdańska jako dziewiętnastoletni absolwent szkoły zawodowej i technikum mechanicznego. W Gdańsku przez około 20 lat pracował jako nauczyciel w zespole szkół zawodowych w Brzeźnie, potocznie zwanym szkołami jubilerskimi. Został pochowany na cmentarzu Srebrzysko w Gdańsku (rejon X, kwatera II dzieci).

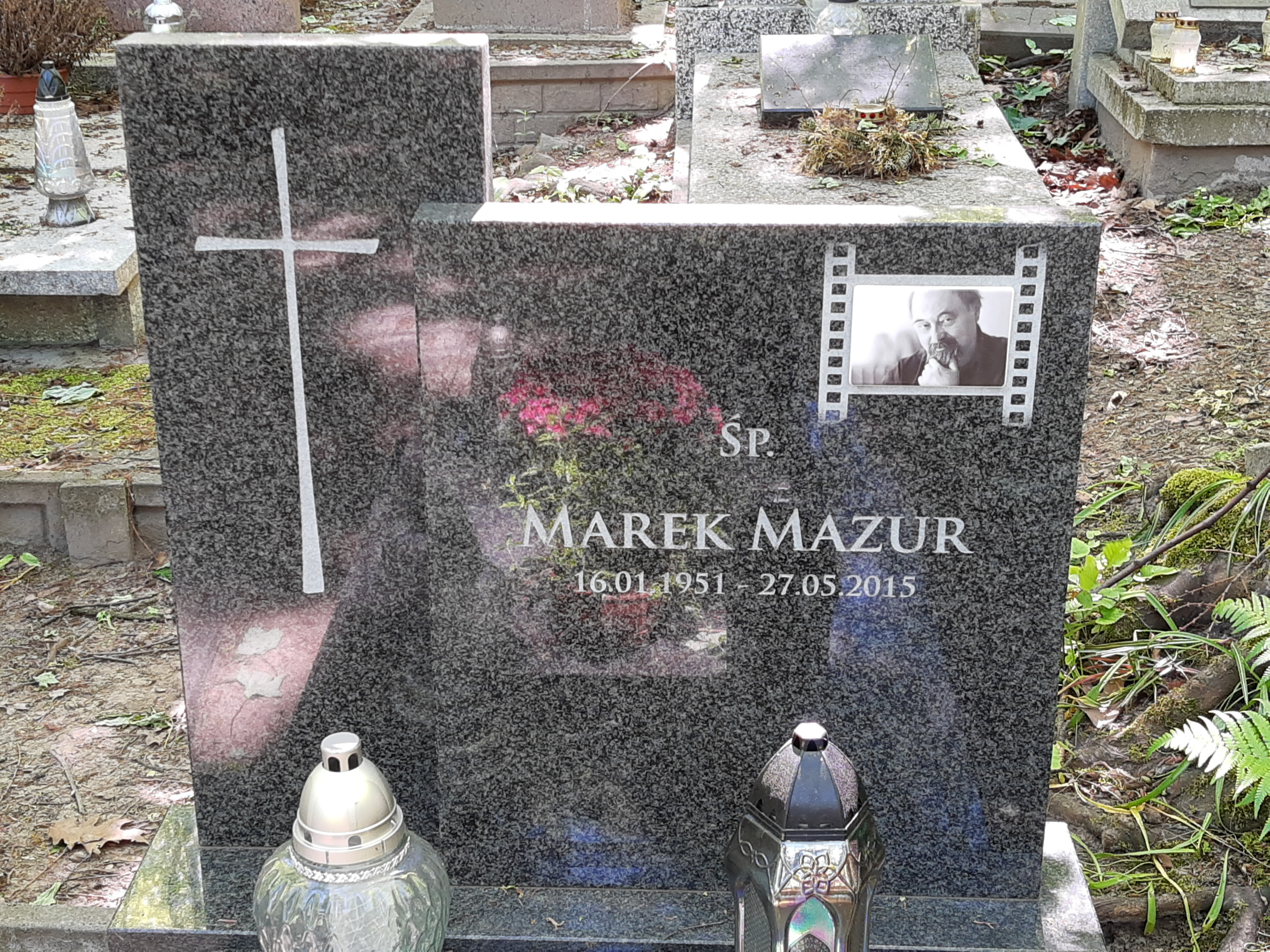
Grób Marka Mazura na cmentarzu Srebrzysko

## Działalność
Marek Mazur pierwszy miniaparat, „fotografujący pierścionek”, skonstruował pod koniec lat 70. Prace prezentował w prowadzonej przez siebie galerii „Retro Kamera”, która funkcjonowała przez 30 lat. Działalność pracowni to naprawa i renowacja starych aparatów fotograficznych oraz budowa unikatowych aparatów w postaci m.in. pierścionków, zapalniczek, wiecznych piór, fajek, zegarków, kapeluszy, lasek, papierośnic, spinek do mankietów. Kolekcja miniaturowych aparatów Marka Mazura była prezentowana w Stanach Zjednoczonych (Floryda), Francji, Niemczech i w Wielkiej Brytanii. Jest konstruktorem i wykonawcą szczególnego obiektywu zrobionego z drewna i bursztynu oraz aparatu wykonanego w całości z drewna „Generał Zaruski”. Zdjęcia wykonane bursztynowym obiektywem były prezentowane na wystawie fotograficznej „Gdańsk w bursztynowym obiektywie”. Galeria „Retro Kamera” funkcjonuje również jako przestrzeń wystawiennicza.

## Wybrane wystawy
- Muzeum Bursztynu – „Gdańsk w bursztynowym obiektywie” (2010)[17][19]
- Galeria Retro Kamera – „Trójmiasto na trójwymiarowych zdjęciach” (2012)[20]
- Galeria Retro Kamera – Wystawa polskich aparatów fotograficznych (2014)[15]
- Galeria Retro Kamera – Wystawa zdjęć Cezarego Kasprzykowskiego (2014)[21]